# 祜莫离
祜莫离（?—?），又作枯莫离，唐朝契丹人，大贺氏，窟哥之孙（《旧唐书》称曾孙）。
贞观二十二年（648年），窟哥等部请内属唐朝，唐太宗置松漠都督府，以窟哥为左领军卫将军兼松漠都督府、无极县男，赐姓李氏。唐高宗显庆初年，拜窟哥为左监门卫大将军。窟哥死后，契丹松漠都督阿卜固与奚叛唐，行军总管阿史德枢宾将其擒献东都。祜莫离在武则天时，担任左卫将军兼检校弹汗州刺史，封归顺郡王。的另一个孙子李尽忠，为武卫大将军、松漠都督。